# Hyphessobrycon herbertaxelrodi
Hyphessobrycon herbertaxelrodi és una espècie de peix de la família dels caràcids i de l'ordre dels caraciformes.

## Morfologia
- Els mascles poden assolir 3,2 cm de llargària total.[1]

## Alimentació
Menja cucs, crustacis petits i matèria vegetal.

## Hàbitat
Viu a àrees de clima tropical entre 23 °C - 27 °C de temperatura.

## Distribució geogràfica
Es troba a Sud-amèrica: conca del riu Paraguai.